# Gorgie
Gorgie est un quartier d'Édimbourg, en Écosse. Il est situé à l'ouest du centre-ville et borde Murrayfield, Ardmillan et Dalry.

## Histoire
Gorgie est mentionnée dans les chartes de l'abbaye de Holyrood au XIIe siècle, lorsqu'en 1236 elle entre en possession de William Livingston. En 1799, la famille Cox, propriétaire d'un moulin, achète la majeure partie de l'ancien domaine à la famille Livingston. Ils y développent une usine de colle, qui est réaménagée en 1969 pour accueillir un nouveau central téléphonique des Postes et Télécommunications. À partir de 1527, les propriétaires fonciers habitent Gorgie House, située sur Alexander Drive. Ses vestiges sont démolis en 1937 pour permettre la construction du cinéma Pooles Roxy et de quelques logements.
Gorgie s'est développé plus lentement que Dalry, ville voisine, ce qui a permis l'exploitation de la porcherie de 4 hectares jusqu'en 1885. Robb's Loan doit son nom à Robert Robb et à son fils James, qui ont exploité la ferme à Gorgie Mains pendant une grande partie du XIXe siècle. En 1800, seule la zone comprise entre Robertson Avenue et Saughton Park comptait des logements, desservis par une école et une mission religieuse.
Avec la consommation croissante de blend à l'époque victorienne, industrialisée et connectée au chemin de fer, les mélangeurs de whisky indépendants ont eu besoin d'accéder à un producteur de whisky (blend) de haute qualité et à grand volume. En 1885, les principaux actionnaires Andrew Usher, William Sanderson et John M. Crabbie (en), avec de nombreux autres mélangeurs de whisky comme actionnaires, créés la North British Distillery Company, qui a acheté l'ancienne ferme porcine et a commencé à développer une distillerie. 
La distillerie a eu accès à l'Edinburgh Suburban and Southside Junction Railway (en), qui a commencé à construire une gare à Gorgie. Ceci a conduit au développement de Stewart Terrace, Wardlaw Place et Wardlaw Street en 1888. Les appartements de Tynecastle Terrace, qui s'étendent à mi-chemin de McLeod Street, ont été construits en 1898 (pierre datée au-dessus de la fenêtre de la salle de bains en haut de la porte voisine). Il s'agit de l'une des dernières rangées d'immeubles construites à Gorgie. Elle est reliée à la plus ancienne rangée d'immeubles à mi-chemin du pâté de maisons, rue Newton sur Gorgie Rd, pour laquelle une pierre datée de 1886 est visible en levant les yeux. D'autres pierres datées ornent trois bâtiments à l'intersection de Wheatfield St, Gorgie Rd et Wardlaw Place : le côté sud de Gorgie Road (1887-1899) et le côté nord (1896-1899) à l'ouest de Newton Street, bien que Gorgie, à l'ouest de Robertson Avenue, n'ait pas perdu son caractère rural avant le début des années 1900. 
McVitie & Price Ltd est fondée en 1830 sur Rose Street à Édimbourg. L'entreprise a déménagé sur différents sites de la ville, avant d'achever l'usine St. Andrews Biscuit Works sur Robertson Avenue en 1888. Bien que l'usine ait brûlé en 1894, elle a été reconstruite la même année. C'est l'un des sites revendiqués comme l'endroit où le Digestive biscuit a été inventé. Le site a été fermé en 1969, lorsque la production a cessé et les opérations ont été transférées à Levenshulme à Manchester et à Harlesden à Londres. Après la fermeture, Ferranti a occupé les bâtiments comme usine d'électronique jusqu'aux années 1980.
En 1906, la société de recherche pharmaceutique T&H Smith Ltd a déménagé de Canongate vers le district. Aujourd'hui fusionnée avec deux autres sociétés de recherche médicale basées à Édimbourg, elle forme MacFarlan Smith (en), producteur d'opiacés médicinaux.
L'usine chimique de colle et de gélatine Cox et la Caledonian Brewery se sont également développées à Gorgie.
La plupart des grandes usines industrielles ont fermé entre la fin des années 1960 et le milieu des années 1980, entraînant un chômage élevé dans le quartier. La récente rénovation de nombreux bâtiments anciens a donné au quartier un caractère plus cosmopolite, lui permettant de conserver plusieurs petites entreprises. Le quartier comprend la Tynecastle High School (en).
La ferme urbaine de Gorgie a été créée par la population locale en 1982 sur le site d'une gare de marchandises ferroviaire abandonnée. Ce projet communautaire vise à améliorer l'éducation en agriculture, en horticulture et en artisanat rural pour les habitants de la région. La ferme a fermé ses portes en 2023, mais la communauté prévoit de la rouvrir ultérieurement. 
En 2012, Gorgie a été le centre d'une épidémie de légionellose qui proviendrait des tours de refroidissement des usines de la région.